# Paolo Cozzi
Paolo Cozzi (Milão, 26 de maio de 1980) é um jogador de voleibol da Itália que competiu nos Jogos Olímpicos de 2004.
Em 2004, ele fez parte da equipe italiana que conquistou a medalha de prata no torneio olímpico, no qual atuou em duas partidas.